# チャンプソサウルス

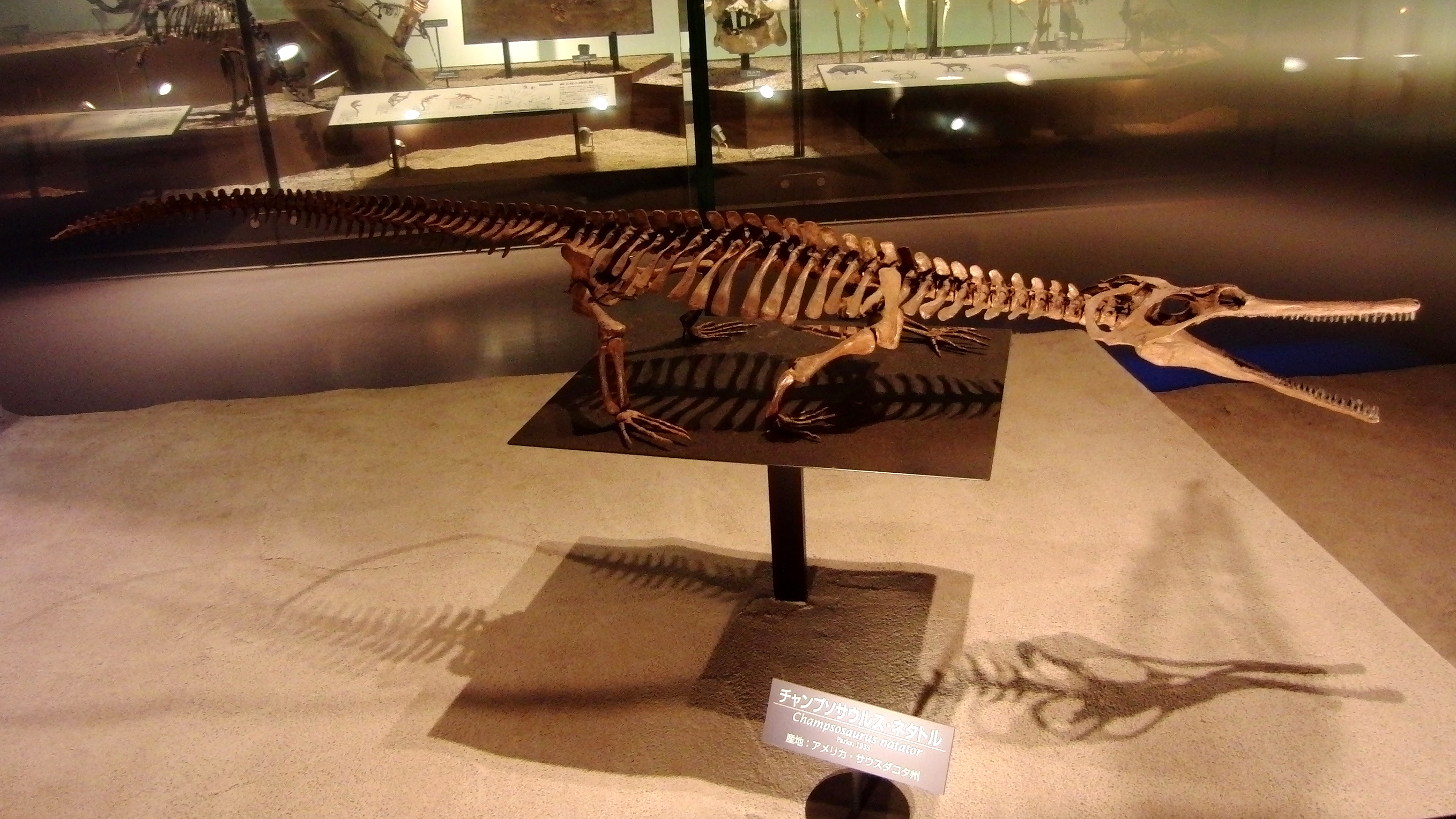
チャンプソサウルス（Champsosaurus natator）の骨格標本。国立科学博物館の展示。

チャンプソサウルス（英: Champsosaurus）は、中生代白亜紀から新生代第三紀始新世まで存続した爬虫類。化石はヨーロッパ・アジア・北アメリカで発見されている。
全長2.5m内外で、外見はワニに似ていたが、ワニ目ではなく、コリストデラ目という別の系統に属する爬虫類である。しかし内陸の淡水に分布して魚を捕食するなど、ワニに類似した生態であり、並行進化の例と言える。系統は白亜紀に生じたが、中生代末の大絶滅を切り抜け、新生代初期まで生き延びた珍しい種類である。チャンプソサウルスに代表されるコリストデラ目が新生代に至るまで命脈を保ったにもかかわらず、最終的に滅んでしまった理由は依然、謎である。コリストデラ目については主竜類に近いグループともされるも、これも未だにはっきりしていない。
名前の由来は「鰐の爬虫類」という意味のギリシャ語が基になっている。チャンプソサウルス自体は英語式の読み方である。

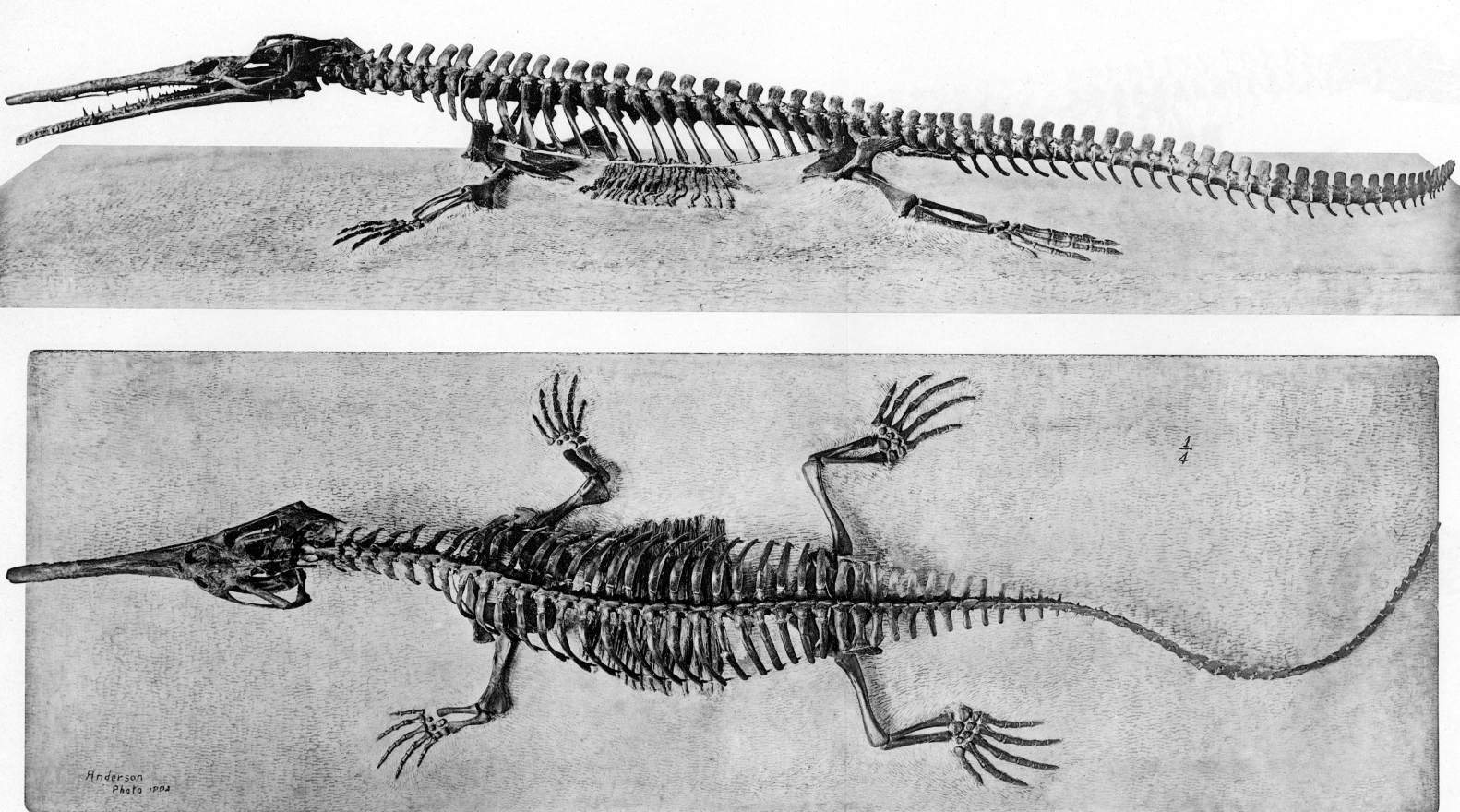
チャンプソサウルスの骨格